# 1832 w literaturze
Wydarzenia literackie w 1832 roku.

## Nowe książki
- polskie
  - Adam Mickiewicz – Dziady (cz. III), Księgi narodu polskiego i pielgrzymstwa polskiego
  - Aleksander Fredro – Pan Jowialski
- zagraniczne
  - George Sand – Valentine

## Nowe poezje
- polskie
- zagraniczne
  - William Cullen Bryant, Poems
  - Sumner Lincoln Fairfield, The Last Night of Pompeii. A Poem, and Lays and Legends
  - Frederik Paludan-Müller(inne języki), Fire Romancer

## Urodzili się
- 13 stycznia – Horatio Alger, amerykański pisarz (zm. 1899)
- 27 stycznia – Lewis Carroll, angielski pisarz i naukowiec, autor powieści Alicja w Krainie Czarów (zm. 1898)
- 12 marca – Olympe Audouard, francuska publicystka, działaczka feministyczna i pisarka (zm. 1890)
- 15 kwietnia – Wilhelm Busch, niemiecki autor satyrycznych wierszowanych opowiadań kreskowych, uważany za praojca komiksu (zm. 1908)
- 19 kwietnia – José Echegaray, hiszpański dramatopisarz, laureat Nagrody Nobla (zm. 1916)
- 10 czerwca – Edwin Arnold, angielski poeta (zm. 1904)
- 11 czerwca – Jules Vallès,  francuski pisarz i publicysta (zm. 1885)
- 3 sierpnia – Edward Wilmot Blyden, kreolski oraz amerykanoliberyjski pisarz, dyplomata i polityk (zm. 1912)
- 9 października – Elizabeth Chase Allen, amerykańska poetka (zm. 1911)
- 28 listopada – Leslie Stephen, angielski pisarz, badacz, krytyk literacki, historyk i filozof (zm. 1904)
- 29 listopada – Louisa May Alcott, amerykańska pisarka (zm. 1888)
- 8 grudnia – Bjørnstjerne Bjørnson, norweski pisarz, laureat Nagrody Nobla (zm. 1910)
- Waleria Marrené-Morzkowska, polska pisarka, publicystka, krytyczka literacka (zm. 1903)

## Zmarli
- 3 lutego – George Crabbe, angielski poeta i przyrodnik (ur. 1754)
- 22 marca – Johann Wolfgang von Goethe, niemiecki poeta (ur. 1749)
- 21 września – Sir Walter Scott, szkocki poeta i powieściopisarz (ur. 1771)
- 14 listopada – Rasmus Rask, duński językoznawca, nordysta, autor gramatyki staroislandzkiej (ur. 1787)
- 18 grudnia – Philip Freneau, amerykański poeta, eseista i publicysta (ur. 1752)